# Aqueduc de Nîmes
L'aqueduc de Nîmes est un aqueduc romain situé sur plusieurs communes du département du Gard. Il reliait autrefois Uzès à Nîmes.

## Historique
Après l'étude d'Émile Espérandieu en 1926, de nouvelles recherches sont menées de 1984 à 1990. Elles montrent que l'aqueduc aurait été construit entre 40 et 80, plus probablement sous Claude. L'analyse des concrétions déposées au fil des années sur les parois du conduit indique deux périodes de fonctionnement : la première en eau claire correspond à un fonctionnement normal pendant un siècle et demi, la seconde avec des traces terreuses provenant d'une dégradation de l'ouvrage commence au milieu du IIIe siècle. L'exploitation de l'aqueduc ne parait pas avoir dépassé le VIe siècle.

## Description
Le tracé de l'aqueduc de Nîmes débute à la fontaine d'Eure, aux environs d'Uzès. Cependant en 2023 une portion de canalisation antique a été découverte en amont des multiples sources d'Eure, ce qui laisse présager d'une extension des points de captage jusqu'aux sources du Moulin neuf à Saint-Quentin-la-Poterie. Ce nouveau tronçon rallongerait ainsi la longueur initiale de plus de 2 km. Il parcourt ensuite (depuis la fontaine d'Eure) une cinquantaine de kilomètres à travers la garrigue, franchissant le Gardon grâce au pont du Gard, pour aboutir au castellum divisorium de Nîmes.
Le tableau suivant recense les ouvrages d'art sur le trajet de l'aqueduc.
| Ouvrage                            | Commune                    | Coords.                          | Illus. |
| ---------------------------------- | -------------------------- | -------------------------------- | ------ |
| Fontaine d'Eure                    | Uzès                       | 44° 00′ 58″ nord, 4° 25′ 52″ est |        |
| Pont de Bornègre (ou de Bordnègre) | Saint-Maximin / Argilliers | 43° 59′ 02″ nord, 4° 28′ 33″ est |        |
| Ponts de Roc Plan                  | Vers-Pont-du-Gard          | 43° 58′ 20″ nord, 4° 31′ 18″ est |        |
| Ponceau de Costebelle              | Vers-Pont-du-Gard          |                                  |        |
| Pont de la Lône                    | Vers-Pont-du-Gard          | 43° 57′ 33″ nord, 4° 31′ 56″ est |        |
| Pont de Fond Ménestrière           | Vers-Pont-du-Gard          | 43° 57′ 23″ nord, 4° 31′ 55″ est |        |
| Pont Roupt                         | Vers-Pont-du-Gard          | 43° 57′ 19″ nord, 4° 31′ 51″ est |        |
| Pont de Valive                     | Vers-Pont-du-Gard          | 43° 57′ 09″ nord, 4° 31′ 43″ est |        |
| Bassin de la Balauzière            | Vers-Pont-du-Gard          |                                  |        |
| Pont du Gard                       | Vers-Pont-du-Gard          | 43° 56′ 50″ nord, 4° 32′ 08″ est |        |
| Pont de Valmale                    | Vers-Pont-du-Gard          | 43° 56′ 44″ nord, 4° 32′ 16″ est |        |
| Pont de la Combe Roussière         | Vers-Pont-du-Gard          | 43° 56′ 46″ nord, 4° 32′ 30″ est |        |
| Pont de Sartanette                 | Remoulins                  | 43° 56′ 32″ nord, 4° 32′ 34″ est |        |
| Ponceau                            | Vers-Pont-du-Gard          |                                  |        |
| Pont de la Combe Joseph            | Remoulins                  | 43° 56′ 24″ nord, 4° 32′ 42″ est |        |
| Pont de la Combe Pradier           | Remoulins                  | 43° 56′ 22″ nord, 4° 32′ 55″ est |        |
| Pont de la Combe de Gilles         | Vers-Pont-du-Gard          |                                  |        |
| Tunnels de Sernhac                 | Sernhac                    | 43° 55′ 03″ nord, 4° 33′ 06″ est |        |
| Castellum divisorium               | Nîmes                      | 43° 50′ 33″ nord, 4° 21′ 22″ est |        |

## Protection
L'aqueduc de Nîmes bénéficie d'une protection au titre des monuments historiques, mais celle-ci s'est effectuée en plusieurs parties.
Le pont du Gard fait partie de la première liste de monuments classés, dès 1840. Le castellum divisorium de Nîmes est classé en 1875. À Remoulins, l'arche de la combe Pradier est classée le 17 mai 1979, tandis que les arches de la combe Joseph et de la combe Roussière sont inscrites le même jour. À Vers-Pont-du-Gard, les ponts de Pont-Rou et Font Menestière sont inscrits le 5 février 1987.
Les autres vestiges sont inscrits progressivement entre 1997 et 1999 :
- 25 juillet 1997 : Uzès[8]
- 14 août 1997 :
  - Argilliers[9]
  - Saint-Maximin[10]
- 31 décembre 1997 : Vers-Pont-du-Gard[5]
- 13 janvier 1998 : Remoulins[11]
- 24 juin 1998 : Saint-Bonnet-du-Gard[12]
- 23 décembre 1998 :
  - Lédenon[13]
  - Sernhac[14]
- 23 mars 1999 : Bezouce[7]
- 30 avril 1999 : Marguerittes[15]
- 7 mai 1999 : Saint-Gervasy[16]

## Construction: matériaux et outils
L'aqueduc est composé de plusieurs éléments : un radier, formé de béton, non armé, en mortier de chaux et en calcaire, d'une épaisseur d'environ 40 centimètres ; les pieds-droits sont maçonnés, leur intérieur étant recouvert en enduits d'étanchéité ; le canal d'eau, enduit d'une première d'étanchéité, renforcée d'un second enduit, composé de chaux, vin, lait de figue, très élastique, et graisse de porc (maltha), est recouvert d'une dalle. Par endroits, le long du tracé, l'édifice est renforcé de contreforts, ou d'entretoises.
Afin de faciliter l'écoulement de l'eau, l'aqueduc a été construit avec une faible pente, constante, tout au long des kilomètres du parcours. Une pente de 25 centimètres par kilomètre sur 50 kilomètres, a permis un débit de 35 000 m3/jour.